# انتقام الحبيب (فلم)
انتقام الحبيب فيلم دراما، ومغامرات مصري لعام 1951 من إخراج الإيطالي جياني فيرنتشو، الذي شارك في كتابة السيناريو أيضا، عن قصة وسيناريو المخرج الإيطالي دميانو دمياني، وكتب الحوار عبد الفتاح مصطفى. الفيلم من بطولة يحيى شاهين، وسامية جمال، وفريد شوقي، وحسيبة رشدي، وسراج منير، وفاخر فاخر، ويروي الفيلم قصة راقصة يستغلها رئيس عصابة لخطف الأثرياء، والاستيلاء على أموالهم، ويبحث في نفس الوقت ابن شيخ القبيلة عن تاجر خيول مخطوف، ويقابل في طريقه الراقصة ويحبها.
صدر الفيلم إلى دور العرض المصرية في 15 أكتوبر 1951.
صدر الفيلم إلى دور العرض الفرنسية في 2 يناير 1952.
منح موقع قاعدة بيانات الأفلام على الإنترنت (IMDB) الفيلم درجة 7.4/ 10.
منح موقع قاعدة بيانات الأفلام العربية «السينما.كوم» درجة 5.9/ 10.

## طاقم التمثيل
يحيى شاهين: في دور رشيد (ابن زعيم القبيلة)
سامية جمال: في دور زهرة
فريد شوقي: في دور حمدان (زعيم الغجر)
حسيبة رشدي: في دور نادية (عشيقة حمدان)
سراج منير: في دور زعيم القبيلة
فاخر فاخر: في دور عمرو (التاجر)
بالاشتراك مع: محمد توفيق - زكي إبراهيم – محمد كامل – مختار حسين – حسن أبو زيد – أرماندو لازارا.

## القصة والسيناريو والإخراج
الفيلم مأخوذ عن قصة للمخرج الإيطالي الكبير داميانو دامياني. ولد داميانو في 23 يوليو 1922 في باسيانو دي بوردينوني، إيطاليا. كان كاتبًا ومخرجًا معروفًا بأفلامه «المافيا» (1968)، و«لم الشمل» (1963)، و«اعترافات نقيب الشرطة» (1971). توفي في 7 مارس 2013 في روما، إيطاليا.
مخرج الفيلم «جياني فيرنتشو» هو إيطالي، من مواليد 30 مايو 1918، حصل علي دبلوم الإخراج من روما. بدأ الإخراج من موطنه إيطاليا عام 1940، وقام بتأليف وإخراج عدد من افلام في مصر. في عام 1952 قام بكتابة سيناريو وحوار فيلم «شم النسيم» عن قصة اديب ايطالي ب زار بانيللي ثم غادر إلى موطنه.

## أحداث الفيلم
يهاجم الغجر بقيادة حمدان (فريد شوقى) إحدى القوافل، ويختطفون الطفلة الصغيرة نواره ابنة زعيم القافلة فخر الدين (زكى إبراهيم)، ويقوم حمدان بتربيتها حتى تكبر، ويسميها زهرة (سامية جمال)، ويعلمها الرقص. كان لحمدان عشيقة اسمها ناديه (حسيبه رشدي) وكانت تقوم بإغراء التجار الأغنياء، واستدراجهم للصحراء حيث ينقض عليهم حمدان وعصابته ويقتلهم، ويستولى على أموالهم، وكان آخر ضحاياهم الشيخ فاضل (محمد الحلو) تاجر الخيول الذي قتلوه. أرسل زعيم أحد القبائل (سراج منير) بإبنه رشيد (يحيى شاهين) للبحث عن الشيخ فاضل لشراء عشرة خيول منه، ويسأل في السوق عن الشيخ فاضل، ويسأله حمدان عن سبب سؤاله، ويعلم أنه يريد شراء عشرة خيول. يقرر حمدان اصطياده عن طريق ناديه. يجنح جواد زهرة، وينقذها رشيد، ويعجب بها، ويواعدها عند النبع. تقص زهرة ذلك على محظية أبيها، نادية، التي تبلغ حمدان، الذي يرسل رجاله للنبع، ويقبضون على رشيد، ويقيدوه، ويجلدونه. يتمكن أتباع رشيد، حسن (مختار حسين)، وفارس (محمد كامل) يتمكنوا من إنقاذه، ويظن رشيد ان زهرة هي التي أوقعت به، بينما يبلغ حمدان زهرة بأنه قتل رشيد. تحزن زهرة، وتغضب من محظية ابيها. يقوم رشيد بالبحث عن حمدان للإنتقام منه، ولكنه عثر على زهرة فيخطفها للانتقام منها، ولكن والده يخبره ان ما يفعله ليس من شيم العرب الأحرار، ولهذا يطلق سراحها. يتمكن حمدان من القبض على التاجر عمرو (فاخر فاخر)، ويقيده حتى يعرف أين يخبئ نقوده، ومن أي قبيلة هو حتى يطلب منهم الفدية، ولكن عمرو يلتزم الصمت متحملاً العذاب، بينما تقع نادية في حب عمرو، وتطلق سراحه، ويطلق عليه حمدان النار، ويصيب قدمه.  تلوذ نادية بالفرار، ومعها عمرو المصاب على نقالة يجرها حصان تبحث عن مكان تعالجه فيه. تصل به إلى أهله، ويعثر عليها رشيد، وتكشف له حقيقة المؤامرة، وأن زهرة بريئة، وتدله على مكان حمدان. يكشف فخر الدين مع نادية بندقية، وعليها شعار قبيلته، كان قد فقدها يوم إغارة الغجر على قافلته، ويسأل نادية عنها فتخبره أن حمدان هو الذي أغار عليهم، وأخذ طفلة صغيرة أسماها زهرة. يسارع الجميع لإنقاذ نوارة من أيدى حمدان. يلتقي الجمعان، وتدور معركة بينهم، ويقتل حمدان، ويتم إنقاذ نوارة، وتعود إلى قبيلتها، ويتقدم رشيد للزواج بها.

## أغاني الفيلم
رمش الغزال: ألحان أحمد صدقي، وكلمات عبد الفتاح مصطفى.
التوبة من قلبي: ألحان أحمد صدقي، وكلمات عبد الفتاح مصطفى.
أغنية السوق: ألحان علي فراج، وكلمات محمد علي أحمد.

## روابط خارجية
- انتقام الحبيب على موقع IMDb (الإنجليزية)
- انتقام الحبيب على موقع الدهليز
- انتقام الحبيب على موقع قاعدة بيانات الأفلام العربية
- انتقام الحبيب على موقع قاعدة بيانات الفيلم (الإنجليزية)
- انتقام الحبيب على موقع ليتربوكسد (الإنجليزية)